# 马秋星
马秋星（1953年—），浙江建德人，汉族，中华人民共和国政治人物、第十二届全国人民代表大会解放军代表。
毕业于中国共产党河南省委党校哲学专业。加入中国共产党。2013年，担任全国人大代表。